# Československá basketbalová liga 1968/1969
1. basketbalová liga 1968/1969 byla v Československu nejvyšší ligovou basketbalovou soutěží mužů, v ročníku 1. ligy hrálo 12 družstev, proti minulé sezóně skončilo pokračování ligy rozdělením na dvě poloviny po šesti družstvech. Slavia VŠ Praha Autoškoda získala titul mistra Československa,  Zbrojovka Brno skončila na 2. místě a Sparta Praha na 3. místě. Z ligy sestoupila tři družstva. Ze třech nováčků sestoupil Baník Ostrava, zachránili se Baník Handlová a Slovan Orbis Praha. Sestoupila družstva Slovan Bratislava a Spartak Metra Blansko.
Konečné pořadí:
1. Slavia VŠ Praha (mistr Československa 1969) – 2. Zbrojovka Brno  – 3. Sparta Praha – 4. Iskra Svit – 5. Slávia VŠ Bratislava  – 6. NHKG Ostrava  – 7. Dukla Olomouc – 8. Baník Handlová  – 9. Slovan Orbis Praha  – další 3 družstva sestup z 1. ligy:   10. Baník Ostrava – 11. Slovan Bratislava – 12. Spartak Metra Blansko

## Systém soutěže
Všech dvanáct družstev odehrálo dvoukolově každý s každým (zápasy doma – venku), každé družstvo odehrálo 22 zápasů.

## Konečná tabulka 1968/1969
| Poř. | Tým                     | Z  | V  | P  | Skóre     | Body |
| ---- | ----------------------- | -- | -- | -- | --------- | ---- |
| 1.   | Slavia VŠ Praha         | 22 | 21 | 1  | 2076:1412 | 43   |
| 2.   | Zbrojovka Brno          | 22 | 20 | 2  | 2055:1530 | 42   |
| 3.   | Sparta Praha            | 22 | 15 | 7  | 1649:1461 | 37   |
| 4.   | Iskra Svit              | 22 | 13 | 9  | 1671:1637 | 35   |
| 5.   | Slávia VŠ Bratislava    | 22 | 13 | 9  | 1648:1639 | 35   |
| 6.   | Dukla Olomouc           | 22 | 10 | 12 | 1695:1719 | 32   |
| 7.   | NHKG Ostrava            | 22 | 9  | 13 | 1620:1654 | 31   |
| 8.   | Baník Handlová          | 22 | 9  | 13 | 1524:1631 | 31   |
| 9.   | Slovan Orbis Praha      | 22 | 8  | 14 | 1455:1723 | 30   |
| 10.  | Baník Ostrava           | 22 | 6  | 16 | 1576:1778 | 28   |
| 11.  | Slovan ChZJD Bratislava | 22 | 4  | 18 | 1457:1795 | 26   |
| 12.  | Spartak Metra Blansko   | 22 | 4  | 18 | 1450:1887 | 26   |

## Sestavy (hráči, trenéři) 1968/1969
- Slavia VŠ Praha:  Jiří Zídek, Jiří Zedníček, Robert Mifka, Jiří Růžička, Karel Baroch, Jiří Ammer, Jiří Šťastný, Bohumil Tomášek, Jiří Konopásek, Jan Blažek, Jan Kolář, Tomáš. Trenér Nikolaj Ordnung
- Spartak Brno ZJŠ: František Konvička, Vladimír Pištělák, Jan Bobrovský, Jiří Pospíšil, Novický, Vítek, Vlk, Bílý, Zanáška, Kovařík. Trenér Radoslav Sís
- Sparta Praha: Milan Voračka, Zdeněk Douša, Jan Mrázek, Petr Kapoun, Silvestr Vilímec, Vladimír Mandel, Celestín Mrázek, Jan Strnad, František Babka, Ladislav Nenadál, Josef Klíma, František Cikán, Kocian, Medveď, Chaloupka. Trenér Vladimír Heger
- Iskra Svit: Jozef Straka, Karol Horniak, Preisler, V. Konvička, Z. Paruch, Brychta, Matula, Jambor, Vraniak, Setnička. Trenér Pavel Antal
- Slávia VŠ Bratislava:  Sako, Maurovič, Bahník, Tóth, Arpáš, Házel, Maresch, Lošonský, Blaškovič, Gregor, Filan. Trenér J. Šimkovič
- NHKG Ostrava:  Vlastimil Hrbáč, Pavel Škuta, Janál, Terč, Khýr, M. Kostka, Sehnal, Schneider, Rôhrich, Krajc. Trenér Jan Kozák
- Dukla Olomouc: Pavel Pekárek, Jaroslav Kovář, Vlastimil Hrbáč, Šrámek, Hradec, Lizálek, Tomajko. Trenér Drahomír Válek
- Baník Handlová: Boris Lukášik, Malárik, Lovík, Žihlavník, Štroffek, J. Lacina, Chrenko, Mikuláš, Šuba, Chríbik, Barniak, Šaškievič, Žídek. Trenér Dušan Lukášik
- Slovan Orbis Praha: Zdeněk Hummel, Bartošek, Anděra, Daňsa, Tvarůžek, Hrubý, Tomáš Záhalka, Kos, Luboš Bajgar, Michal Vavřík Trenér Václav Krása
- Baník Ostrava: Gabáni, Cvrkal, Wrobel, Hradílek, Ďuriš, Unger, Salich, Mikletič. Trenér …
- Slovan ChZJD Bratislava: Ján Hummel, Farkaš, Wágner, Drescher, Bublávek, Meszároš, Čuda, Kotleba, Ištvánfy, Mozola, Bizoň, Frič. Trenér M. Teplý
- Spartak Metra Blansko: Pařil, Matuška, P. Pokorný, F. Fojtík, Kraváček, Podsedník, Kyzlink. Trenér I. Nerad

## Zajímavosti
- V roce 1968 v předolympijské kvalifikaci v Bulharsku skončilo Československo čtvrté mezi 14 týmy a na OH 1968 nepostoupilo. Hrálo v sestavě: Jiří Zídek 93 bodů /8 zápasů, Robert Mifka 87 /7, Vladimír Pištělák 80 /7, Jan Bobrovský 72 /8, Karel Baroch 69 /8, Jiří Růžička 62 /7, František Konvička 53 /8, Jiří Zedníček 50 /5, Zdeněk Douša 39 /5, Milan Voračka 31 /3, Jiří Ammer 22 /6, Zdeněk Vlk 2 /2,  celkem 660 bodů v 8 zápasech (5-3). Trenér Vladimír Heger.
- Olympijské hry 1968 Ciudad de México, Mexiko, v říjnu 1968. Konečné pořadí: 1. USA, 2. Jugoslávie, 3. Sovětský svaz. Družstvo mužů Československa se nekvalifikovalo.
- Mistrovství Evropy v basketbale mužů 1969 se konalo v Itálii Neapol, Caserta. Mistrem Evropy byl Sovětský svaz, druhá skončila Jugoslávie a třetí Československo, které hrálo v sestavě: Jiří Zedníček 91 bodů /6 zápasů, Jiří Zídek 88 /7, Jiří Růžička 58 /6, Jan Bobrovský 56 /7, Robert Mifka 49 /7, Petr Novický 43 /7, Jiří Konopásek 42 /5, Karel Baroch 37 /6, František Konvička 33 /4, Vladimír Pištělák 24 /4, Jiří Ammer 18 /5, Jan Blažek 4 /1, celkem 543 bodů v 7 zápasech (6-1). Trenér Nikolaj Ordnung.
- Spartak Brno ZJŠ v Poháru evropských mistrů 1968/69 skončil na 3. místě, odehrál 11 zápasů (7-4, 841-810), v semifinále v semifinále prohra s CSKA Moskva (92-83, 66-101).
- Slavia VŠ Praha vítězem Poháru vítězů pohárů 1968/69, odehrál 7 zápasů (7-0, skore 619-533), v semifinále výhra nad AŠK Olimpija Lublaň, Slovinsko (82-61, 83-76) a výhra ve finále ve Vídni nad BK Dinamo Tbilisi, Gruzie 80-74. Body ve finále: Jiří Zedníček 22, Robert Mifka 16, Jiří Zídek 15, Jiří Ammer 14, Jiří Konopásek 9, Jiří Růžička 2, Karel Baroch 2. Trenér Jaroslav Šíp.
- Vítězem ankety Basketbalista roku 1968  byl František Konvička.
- „All Stars“ československé basketbalové ligy – nejlepší pětka hráčů basketbalové sezóny 1968/69: Jiří Zedníček, Jiří Zídek, František Konvička, Vladimír Pištělák, Jan Bobrovský.